# 普朗代涅
普朗代涅（法語：Prendeignes，法語發音：[pʁɑ̃dɛɲ]）是法国洛特省的一个市镇，属于菲雅克区。

## 地理
普朗代涅（44°41'51"N, 2°5'21"E）面积15.76 平方千米，位于法国奧克西塔尼大區洛特省，该省份为法国西南部内陆省份，北起顺时针与科雷兹省、康塔爾省、阿韦龙省、塔恩-加龙省、洛特-加龍省和多尔多涅省接壤。
与普朗代涅接壤的市镇（或旧市镇、城区）包括：卡尔达亚克、利纳克、萨巴代勒-拉特龙基耶尔、圣西尔格、圣科隆布、圣佩尔杜、维亚扎克。

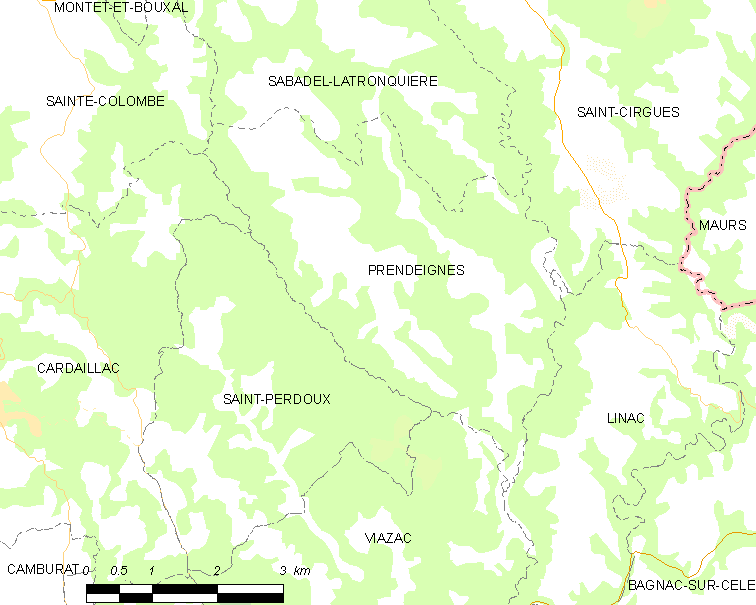
普朗代涅的OSM定位图

普朗代涅的时区为UTC+01:00、UTC+02:00（夏令时）。

## 行政
普朗代涅的邮政编码为46270，INSEE市镇编码为46226。

## 政治
普朗代涅所属的省级选区为菲雅克第二县。

## 人口

1962-2008年间普朗代涅人口变化图示

普朗代涅于2022年1月1日时的人口数量为232人。